# سرو اشک‌دانه‌ای شوالیه
سرو اشک‌دانه‌ای شوالیه (نام علمی: Libocedrus chevalieri) نام یک گونه از سرده سروهای اشک‌دانه است.